# Triángulo omotricipital
El triángulo omotricipital es un espacio triangular que se encuentra entre el músculo tríceps braquial y la escápula, junto al cuadrilátero humerotricipital y por encima del triángulo humerotricipital.
Sus límites son: músculo redondo mayor (lado inferior), músculo redondo menor (lado superior) y el vasto largo del músculo tríceps braquial (lado externo); y contiene la arteria circunfleja escapular y la vena circunfleja escapular.